# اولوک (شهرستان آق‌سی)
اولوک (به لاتین: Uluk) یک منطقهٔ مسکونی در قرقیزستان است که در شهرستان آق‌سی واقع شده‌است. اولوک ۱٬۵۰۱ نفر جمعیت دارد و ۱٬۰۵۴ متر بالاتر از سطح دریا واقع شده‌است.